# Gonodonta obesa
Gonodonta obesa là một loài bướm đêm trong họ Noctuidae.